# Річки Рівненської області
Гідрографічна мережа Рівненської області складається зі 170 річок, загальна довжина яких становить 4,45 тисячі км. Всі вони належать до басейну Прип'яті (права притока Дніпра), що протікає по північно-західній окраїні області. Найбільші її притоки — Горинь зі Случчю та Стир з Іквою. Ці головні річки області мають численні притоки.

## Екологічний стан
Під впливом широкомасштабних меліорацій, хімізації сільськогосподарського виробництва, розорювання заплав, осушення земель, розвитку промисловості та розбудови міст річки зазнали значних змін. У басейнах річок знизилась стійкість природних ландшафтів, порушена рівновага в екосистемах, відбувається повсюдне погіршення якості поверхневих вод. Значна частина річок втратила природну самоочисну здатність. Особливо напружена ситуація склалась з водокористуванням та охороною поверхневих вод. Попри спад економіки, скидання недоочищених стічних вод в поверхневі водойми триває.

## Перелік річок за сточищем

### Сточище Прип'яті
- Веселуха
  - Млинок
- Стир
  - Слонівка — права
    - Ситенька — права

  - Пляшівка — права
  - Жабичі — права
  - Іква — права
    - Повчанка — ліва
    - Тартачка — права
      - Замишівка — права
        - Улька — права
          - Тростянецька — права

      - Іловиця — ліва

    - Липка — права

  - Стубла — права
- Горинь
  - Зульня — права
  - Случ — права
    - Корчик — ліва
      - Черниця — ліва

    - Стави — ліва
    - Серегівка — ліва
    - Язвинка — ліва
    - Михайлівка — ліва
    - Бобер — права
    - Полична — права
    - Тусталь — права

  - Чаква — права
  - Вілія  — ліва
    - Збитинка  — ліва
      - Піщанка — ліва

    - Гнилий Ріг  — права
    - Устя (притока Вілії)  — права

  - Устя (притока Горині) — ліва
    - Безодня — ліва
    - Швидівка — ліва

  - Замчисько — ліва
  - Вирка — ліва
  - Стубазка — ліва
  - Мельниця — ліва
    - Байчиця — ліва

  - Бережанка — ліва
  - Сирень — ліва
- Ствига — права
  - Студениця — права
  - Плав — права
  - Перерісль — ліва
  - Льва — ліва